# Sylviorthorhynchus
Sylviorthorhynchus – rodzaj ptaków z rodziny garncarzowatych (Furnariidae).

## Występowanie
Rodzaj obejmuje gatunki występujące w Ameryce Południowej.

## Morfologia
Długość ciała 21–23 cm, masa ciała 9–11 g.

## Systematyka

### Nazewnictwo
Nazwa rodzajowa jest połączeniem nazw rodzajów Sylvia Scopoli, 1769 oraz Orthotomus Horsfield, 1821 z greckim słowem ῥυγχος rhunkhos oznaczającym „dziób”.

### Gatunek typowy
Sylviorthorhynchus desmurii Gay

### Podział systematyczny
Do rodzaju należą następujące gatunki:
- Sylviorthorhynchus desmurii Gay, 1845 – szydłogonek
- Sylviorthorhynchus yanacensis (Carriker, 1933) – cierniogonek rdzawy